# Svinjska mast
Svinjska mast je proizvod koji se dobiva od masnog tkiva svinja. Po svom sastavu svinjska mast je 40% zasićena masnoća. Većinu monozasićenih masnih kiselina u svinjskoj masti čini oleinska kiselina, zdrava masna kiselina koja koristi radu srca i koja je povezana s nižom razinom lošeg kolesterola. U svinjskoj masti ima dvostruko više oleinske kiseline nego u maslacu. Svinjska mast ima visoku točku vrenja te je pogodna za prženje hrane.
Masnoće iz masti imaju sve prednosti te je dokazano kako su tijelu potrebne za obavljanje svakodnevnih funkcija, ali u manjoj količini nego što se kroz prošlost koristila. Masnoće iz masti pomažu apsorpciji vitamina. Svinjska mast sadrži kolesterol koji se u tijelu, pod utjecajem UV zraka pretvara u vitamin D značajan za apsorpciju kalcija. 